# Giacomo Filippo Maraldi
Giacomo Filippo Maraldi (tudi Jacques Philippe Maraldi), francosko-italijanski astronom in matematik, * 21. avgust 1665, Perinaldo, Ligurija, Italija, † 1. december 1729.
Maraldi je bi nečak Giovannija Cassinija in je večino življenja med letoma 1687 in 1718 delal v Pariškem observatoriju. Tudi njegov nečak Giovanni Domenico je bil astronom.

## Življenje in delo
Od leta 1700 do 1718 je delal na katalogu nepomičnih zvezd. Med letoma 1672 in 1719 je raziskoval Mars. Leta 1704 je odkril Marsovo severno ledeno kapico. Južno je leta 1672 odkril Huygens. Maraldi je odkril, da kapici ne ležita natančno na tečajih Marsove vrtilne osi. Ugotovil je tudi, da korona, vidna med popolnim Sončevim mrkom, pripada Soncu in ne Luni.
Odkril je spremenljivko R Vodne kače (R Hya).
Pomagal je pri geodetskih meritvah za pariški poldnevnik.
Leta 1723 je med prvimi opazoval Poissonovo pego, ki ji je fizikalno osnovo dal kasneje Arago, Poisson pa jo je napovedal leta 1818 iz Fresnelove valovne teorije in z njo hotel ovreči valovno teorijo svetlobe. Ob Aragojevem odkritju, je Poissonova pega dala prepričljiv dokaz za tedaj sporno valovno naravo svetlobe.
V matematiki je leta 1712 eksperimentalno dobil kot rombskega dodekaedra, ki se imenuje Maraldijev kot.

## Priznanja

### Poimenovanja
Po njem in nečaku Giovanniju Domenicu so poimenovali krater Maraldi na Luni.
1. 1 2  SNAC — 2010.
2. ↑  Annuaire prosopographique : la France savante — 2009.